# کابل سیاسی

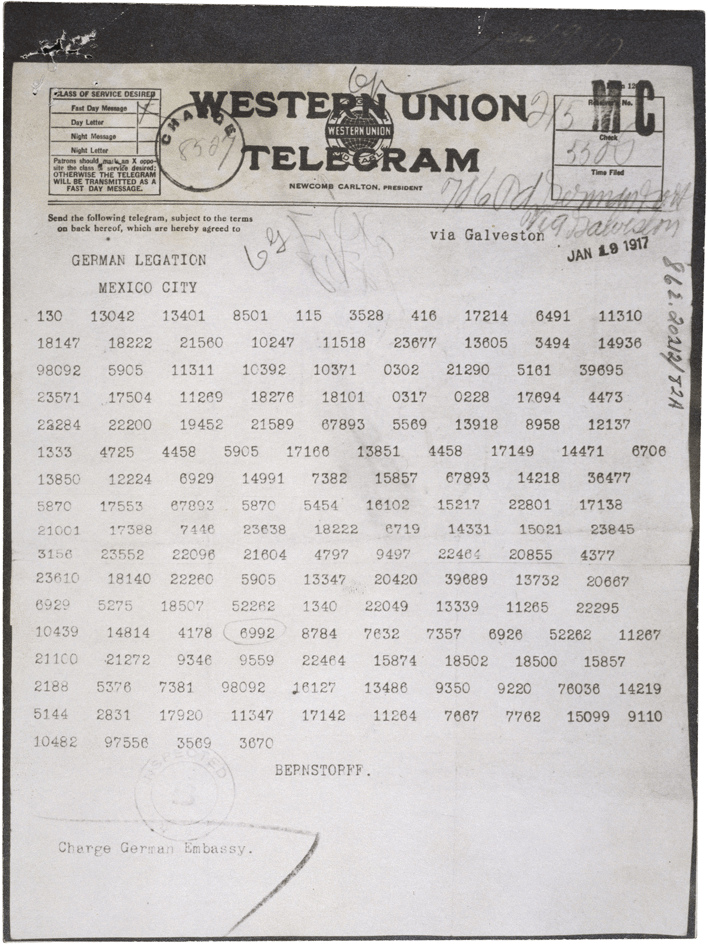
(تسیمرمان)، یک کابل سیاسی ارسالی در ۱۶ ژانویه ۱۹۱۷، از وزیر امورخارجه امپراطوری آلمان، آرتور تسیمرمان به سفیر آلمان در مکزیک،.

کابل سیاسی، تلگرام سیاسی یا کابل سفارت (انگلیسی: Diplomatic cable یا diplomatic telegram یا embassy cable) به پیام متنی محرمانه‌ای گفته می‌شود که بین یک تیم دیپلماتیک مانند یک سفارتخانه یا کنسولگری با وزارت امور خارجه کشور مبدأ تبادل می‌شود.
واژه کابل از زمانی مشتق شد که چنین ارتباطاتی از طریق کابل‌های ارتباطی زیردریایی بین‌المللی صورت گرفت. همچنین گاهی واژه کابلگرام استفاده شده است. به دلیل اهمیت و حساسیت طبیعی چنین موضوعی، کابل‌های سیاسی بواسطه سخت‌ترین تمهیدات امنیتی در برابر دسترسی نامحدود عمومی یا مداخله غیرمجاز دولت‌های خارجی حفاظت می‌شوند. این پیام‌ها اغلب توسط کدهای پد یک‌بار مصرف شکست‌ناپذیری که از یک کلید که توسط پیک‌های سیاسی توزیع شده استفاده می‌کنند رمزگذاری می‌شوند.